# Схемная терапия
Схема (схематическая) терапия (англ. schema therapy) — психотерапия, разработанная доктором Джеффри Янгом (Dr. Jeffrey E. Young) для лечения расстройств личности. Данная терапия предназначена для работы с пациентами, в отношении которых оказываются неэффективными методы когнитивно-поведенческой психотерапии, а также для лечения сильных депрессивных и посттравматических расстройств и устранения других психологических проблем у индивидов и семейных пар. 
Схемная терапия опирается на несколько направлений психотерапии (когнитивно-бихевиоральную терапию, психоанализ, теорию объектных отношений, теорию привязанности, гештальт-терапию) и использует разные терапевтические техники, например, навыки межличностного общения, диалоги один на один, групповые обсуждения и конструктивизм. Схема терапия также заимствует многие методики и теоретические построения у трансакционного анализа.
Схема терапия чаще всего применяется в лечении нарциссического и пограничного расстройств личности. В отличие от когнитивно-бихевиоральной психотерапии, схемная терапия учитывает и прорабатывает детские травмы и сильные чувства, связанные как с текущими, так и с прошлыми ситуациями.
Ранняя дезадаптивная схема — это паттерн восприятия действительности, сформировавшийся в детстве под влиянием травматических событий или плохого обращения и активирующийся на протяжении всей жизни при некоторой схожести обстоятельств с событиями в детстве. При активации схемы человек переживает сильные негативные эмоции и использует свои привычные копинг-стили, чтобы с ними справиться. Есть три копинг-стиля - капитуляция, избегание и сверхкомпенсация, каждый из которых включает несколько копинг-стратегий. 
Ранняя дезадаптивная схема руководит действиями человека, помогая ему упрощать восприятие угрожающих ситуаций. Независимо от копинг-стиля все действия человека приводят к усилению и подкреплению схемы, и нужна специальная терапия, чтобы помочь человеку ослабить действие своих схем и действовать более здоровым образом.
Цель схемной терапии — помочь пациенту идентифицировать свои схемы, осознать источник эмоций, возникающих при активации схемы, пережить эти эмоции и найти способы иначе реагировать на события, активирующие схему.
Джеффри Янг разработал несколько опросников, помогающих схемному терапевту проверить свои гипотезы по поводу активных схем клиента: Схемный опросник Янга, Опросник родительского стиля Янга и два опросника, помогающие оценить использование копинг-стилей избегание и сверхкомпенсация.